# بوليديبورتيفو إيخيذو
نادي بوليديبورتيفو إيخيذو (بالإسبانية: Club Polideportivo Ejido S.A.D.)‏ نادي كرة قدم إسباني تم تأسيسه في عام 1969 ، وتم حله في عام 2012.

## روابط خارجية
- Polideportivo Ejido